# ريتشارد ألين غريفين
ريتشارد ألين غريفين (بالإنجليزية: Richard Allen Griffin)‏ هو قاضي ومحامي أمريكي، ولد في 15 أبريل 1952 في ترافيرس سيتي في الولايات المتحدة.

## وصلات خارجية
- ريتشارد ألين غريفين على موقع إن إن دي بي (الإنجليزية)